# Samy Amimour
Samy Amimour (Parigi, 15 ottobre 1987 – Parigi, 13 novembre 2015) è stato un terrorista francese di origine algerina, jihadista dell'ISIS e uno dei membri del commando responsabile degli attacchi coordinati di Parigi del 13 novembre 2015.

## Biografia
Samy Amimour nacque il 15 ottobre 1987 a Parigi da una famiglia musulmana "occidentalizzata" originaria dell'Algeria. La madre, femminista, era un'attivista di un'associazione culturale berbera, mentre il padre aveva praticato l'importazione tra la Francia e il Belgio. Crebbe nella città di Drancy in zona Seine-Saint-Denis e nel 2012 fu assunto come camionista per la Régie autonome des transports parisiens.
Dall'estate dello stesso anno, Amimour iniziò ad adottare abiti e stili di vita dei musulmani salafiti e, in seguito, frequentò corsi di tiro a segno, nel XVIII arrondissement di Parigi.

## Attentati del 13 novembre 2015 a Parigi
La sera del 13 novembre 2015 prese parte, in compagnia di Ismael Omar Mostefai e Foued Mohamed-Aggad, all'assalto del teatro Bataclan di Parigi nel corso dei tragici attacchi della capitale. I tre terroristi, equipaggiati di zaini porta-caricatori, AK-47, di un fucile a pompa, alcune bombe a mano e cinture esplosive, fanno irruzione nella sala concerti alle 21:40, uccidendo in totale 93 avventori ma risparmiando i membri del gruppo stoner rock americano Eagles of Death Metal, che erano fuggiti dietro le quinte durante la sparatoria iniziale.
Amimour fu il primo terrorista ad essere neutralizzato dalle forze di sicurezza. Dopo essere stato avvertito via radio degli attacchi coordinati nel cuore della capitale, un sovrintendente capo della B.A.C. 75, armato solamente di una pistola SP 2022 e scortato da un brigadiere, irruppe per primo al piano terra del teatro e scoprì con orrore diversi cadaveri riversi sul pavimento della sala. Sette minuti dopo, scavalcando i corpi, si ritrovò faccia a faccia con uno dei terroristi posizionato a sinistra del palco, appunto Amimour, mentre teneva sotto tiro uno degli ostaggi. L'uomo aprì il fuoco, ma l'ufficiale uccise rapidamente l'attentatore sparando sei colpi, dopodiché il suo giubbotto fu fatto esplodere prima di crollare a terra. L'avventore sopravvissuto invece evacuò immediatamente dal teatro.
I resti deflagrati di Amimour sono stati sepolti il 24 dicembre nella sezione musulmana del cimitero intercomunale di La Courneuve, che ha giurisdizione sulla città natale di Drancy. Nello stesso mese, la stampa francese ha riportato un'e-mail di Kahina, la moglie di Amimour residente a Mosul, in cui elogia il mestiere di suo marito.